# Pampero (rum)
Il Pampero  è un marchio commerciale di rum prodotto in Venezuela dalle Industrias Pampero di proprietà del Gruppo Montenegro.

## Storia
Le Industrias Pampero furono fondate a Caracas da Alejandro Hernández  e da Luis Manuel Toro nel 1938. Hernández riuscì a consolidare le abilità della tradizione artigiana per creare su larga scala rum dorati di qualità superiore, invecchiati in botti di rovere per un periodo di almeno 24 mesi. Questo rigoroso processo produttivo fu adottato dal Venezuela come standard di riferimento per la produzione del rum in tutto il paese: per la legge venezuelana è possibile denominare "rum" un distillato invecchiato almeno due anni, mentre sotto a tale periodo è permesso soltanto parlare di "aguardiente de cana".

## Varietà
Esistono cinque tipi diversi di Pampero:
- Pampero Aniversario: rum blended dal colore dorato scuro vecchio di cinque anni. Note olfattive complesse che spaziano dagli agrumi al caffè, leggermente dolce. Al palato l'aroma di vaniglia prende il sopravvento, miscelandosi in modo equilibrato con sentori di noci, arancia amara, frutti di bosco, con finale di cacao. Ha gradazione alcolica al 40%. Va gustato liscio.
- Pampero Selección 1938: rum premium dal colore noce scuro. Il profumo è di frutta matura con note di vaniglia e cacao, con sentori di agrumi, frutta secca e uvetta. Anche questa variante ha gradazione alcolica al 40%. È usato per i cocktail.
- Pampero Especial: rum blended dal colore dorato vecchio di due anni. Leggero e dall'aroma vivace. Note olfattive speziate. Al palato risaltano i sapori di cocco e miele, leggero sapore di legno verso il finale. Come i precedenti ha il 40% di vol.
- Pampero Blanco: rum di colore più chiaro rispetto alle altre varianti, un po' meno alcolico (37,5%), perfetto per i cocktail e long drink a base di frutta.
- Pampero Oro: ultimo nato della casa Pampero (40% vol.).

## El ritual Pampero
Il rituale Pampero (el ritual Pampero) consiste nel degustare rum (tipicamente il Selección 1938) in abbinamento con una fetta di lime, zucchero scuro e polvere di caffè. Pampero ed il produttore di succhi di frutta Looza hanno poi proposto in co-marketing una variante del ritual, proponendo di consumare rum Pampero seguito da succo di pera: il succo di pera infatti rinfresca il palato dal tenore alcolico del rum; tal abbinamento è spesso denominato Chupito rum e pera.